# Dangerous Dave in the Haunted Mansion
Dangerous Dave in the Haunted Mansion is een videospel uit 1991, ontwikkeld door John Romero, John Carmack, Adrian Carmack en Tom Hall. Het spel is een vervolg op het spel Dangerous Dave. Het spel maakt gebruik van de Shadow Knights engine.

## Plot
De speler neemt in het spel de rol aan van Dave. Hij moet zijn broer Delbert bevrijden uit een spookhuis, bestaande uit acht levels. Vijanden in het spel zijn spoken, zombies, en andere soorten monsters. Als wapen gebruikt Dave een zelfherladend hagelgeweer.

## Versies
Oorspronkelijk kwam het spel uit als een DOS-spel. In 2008 werd het overgezet voor de mobiele telefoon.